# 길현모
길현모(吉玄謨, 1923년 10월 8일~2007년 1월 10일)는 대한민국의 역사가이다. 서강대학교의 명예교수를 지냈으며, 광복 이후 대한민국 1세대 서양사학자로 불렸다.